# Eleftheria Eleftheriou
Eleftheria Eleftheriou (Grego: Ελευθερία Ελευθερίου; Paralimni, Chipre 12 de Maio de 1989) é uma cantora greco-chipriota que representou a Grécia no Festival Eurovisão da Canção 2012 em Baku, Azerbaijão.

## Biografia
Desde a infância que se destacou na música, na dança, na pintura e no atletismo. Pelo seu apreso e talento, os seus pais inscreveram-na com apenas nove anos de idade no conservatório local, onde aprendeu a tocar piano e teve aulas de teoria, harmonia e história musical.
Com 15 anos iniciou os seus estudos de interpretação musical, ingressando como solista na Orquestra Nacional Folk da RIK (cadeia televisiva estatal do Chipre) um ano depois. Em 2006 tentou pela primeira vez a sua sorte eurovisiva, participando na seleção cipriota com a canção "Play That Melody For Me", que interpretou em dueto com María Zorlí. Apesar de ser uma das grandes favoritas e ter sido selecionada na primeira semifinal do concurso, alcançou apenas a sétima posição, muito aquém do esperado e do passaporte eurovisivo.
Apesar deste desaire, continuou os seus estudos musicais, mudando-se para o Reino Unido e inscrevendo-se na Universidade de Surrey. Apesar de não viver permanentemente no Chipre, continuou a atuar como solista no país, cantando em vários programas televisivos. Em 2007 candidatou-se ao elenco da versão cipriota do musical Rent, sendo um dos elementos selecionados, acabando por interpretar um dos personagens de maior relevância durante um ano.
Em 2008, concorreu à primeira edição do concurso de talentos X-Factor Greece. Apesar de ter recebido 3 “sins” de quatro possíveis, o que lhe valeu a passagem à fase seguinte, decidiu não participar no programa, alegando motivos pessoais e a necessidade de se concentrar exclusivamente à sua formação musical e interpretativa. Um ano depois, em 2009, voltou a tentar alcançar um lugar na segunda edição do programa, obtendo desta vez uma avaliação positiva de todos os membros do júri.
Apesar de ser a grande favorita à vitória final, acabou por ser eliminada no quinto programa, para choque da apresentadora e de todos os membros do júri (o televoto tem muitas vezes destas coisas: favorece a beleza e o aspeto físico, em detrimento do que realmente interessa, o talento musical). Um dos membros do júri, Sakis Rouvas, particularmente desagradado com a eliminação de Elefthería, acabou por convida-la a atuar com ele no seu espetáculo que levou a cena em Atenas durante o inverno de 2009.
Após a sua eliminação do concurso, a Sony Music Greece ofereceu-lhe um contrato e candidatou-a à seleção grega para o ESC 2010. Uma semana antes da apresentação formal dos concorrente pela ERT, o tema a ser cantado por Elefthería, Tables Are Turning, surgiu na internet, levando à sua desclassificação. Apesar da não participação, a canção foi editada em single na sua versão grega, Kéntro Tou Kósmou, tornando-se o seu primeiro trabalho discográfico e o seu primeiro sucesso de vendas.
Ao longo de 2010, Elefthería voltou a atuar com Sakis Rouvas no S-Club, mas também com Tamta e Níkos Vértis (dois nomes sonantes do panorama musical grego). No final do ano, editou o seu segundo single, "Otán Hamilónoume to Fos", com música de Giannis Iermias e letras de Faidon Samsidis, muito bem aceite pela crítica e pelo público. Seguiram-se inúmeras atuações em diversas galas musicais e programas televisivos na Grécia e no Chipre.
No final de 2011, abandona a Sony Music Greece e passou a colaborar com a Universal Music Greece. É através desta editora que voltou a tentar a sua sorte eurovisiva, acabando por ser a grande vencedora do passaporte para Baku.
Para além da sua participação, Elefthería encontra-se atualmente a gravar o seu primeiro trabalho de longa duração, a ser editado em Maio de 2012.
A 8 de Setembro de 2012, participou no Eurovision Live concert em Setúbal, Portugal, onde cantou o tema da eurovisão (Aphrodisiac), assim como o seu novo single "Hearts Collide".

## Discografia

### Singles digitais
- 2010 - "Kentro Tou Kosmou" (Versão inglesa: Tables are turning)
- 2010 - "Otan Hamilonoume To Fos"
- 2011 - "Never" (Housetwins feat. Elle)
- 2012 - "Aphrodisiac"
- 2012 - "Hearts Collide"

### Videoclipes
- 2010 - "Kentro Tou Kosmou"
- 2011 -"Never" (Housetwins feat. Elle)